# Воронезький військовий округ
Воро́незький військо́вий о́круг (ВорВО) — одиниця військово-адміністративного поділу в СРСР, один з військових округів, що існував у період з 1945 по 1946 та з 1949 по 1960. Управління округу знаходилося в місті Воронеж.

## Історія
Воронезький військовий округ був утворений 9 липня 1945 року на території, що включала Воронезьку, Курську, Орловську і Тамбовську області. Управління сформоване на базі управлінь Орловського військового округу і 6-ї армії. 4 лютого 1946 включений до складу Московського військового округу.
Повторно сформований 28 травня 1949 року. Включив колишню територію, а з січня 1954 також знов утворені Липецьку, Бєлгородську і Балашовську області. Розформований 18 серпня 1960 року. Територія і війська передані в Московський військовий округ.

## Командування
- Командувачі:
  - 1946—1948 — генерал-полковник В. З. Романовський
  - 1949—1955 — генерал-полковник М. С. Шумилов
  - 1955—1957 — генерал-полковник П. П. Бєлобородов
  - 1957—1960  — генерал-полковник А. М. Андрєєв

- Командувач ВПС — генерал-майор Крупський Іван Васильович (від 1950 р.)